# Morten Thunbo
Morten Thunbo (født 9. maj 1966 i Odense) er en dansk skuespiller.
Morten Thunbo er uddannet fra Skuespillerskolen ved Odense Teater i 1996. Siden da har han medvirket i teaterforestillinger i bærende roller på bl.a. Odense Teater, Det Kongelige Teater, Det Danske Teater,Folketeatret, Limfjordsteatret, Bådteatret, Holbæk Teater, Jomfru Ane Teatret m.m.
Har også medvirket i adskillige TV og Film produktioner deriblandt: “Efterretningstjenesten” TV2, “Minkavlerne” TV2, “Sommerdahl” TV2, “Matadorerne” DR1, “historien om Grønland og Danmark” DR1, “Frederik d.9. DR1, “Druk” Zentropa, “Viktor mod verden” Hyæne film, “Den skyldige” Nordisk Film, “Kærlighedens Gerninger” Paloma Productions, m.m.
Han har endvidere i en lang årrække indtalt bøger for bl.a. Gyldendal, Politikens Forlag og Mofibo og lagt stemme til flere tegne- og animationsfilm.
Stiftede i 2014 Tempest Teaterproduktion, et forsøgsteater med hovedvægt på William Shakespeares værker og andre klassikere.
I 2014 modtog han prisen for bedste skuespiller ved CPH PIX i konkurrencen "Movie Battle".

## Filmografi

### Spillefilm
- Fakiren fra Bilbao (2004)
- Drabet (2005)
- Camping (2009)
- Lærkevej - til døden jer skiller (2011)
- Kvinden i buret (2013)
- All Cats are grey (2013)
- Familliens ære (2015)
- Trofæjagt (2017, kortfilm)
- Lille Inger (2017, kortfilm)
- Den skyldige (2018)
- Druk (2020)

### Tv-serier
- Langt fra Las Vegas (2002)
- Klovn (2006)
- 2900 Happiness (2007)
- Sommer (2008)
- Lærkevej (2009)
- Borgen (2010-11)
- Rytteriet, sæson 2 (2013)
- Dicte, sæson 3 (2016)
- Den som dræber (2019)
- Bedrag, sæson 3 (2019)
- Frederik IX (2020)
- Historien om Grønland og Danmark (2022)
- Sommerdahl (2023)
- Minkavlerne sæson 4 (2023)
- Matadorerne (2023)
- Sygeplejeskolen ( 2024)